# Vienne-i zsinat
A vienne-i zsinat volt a római katolikus egyház 15. egyetemes tanácskozása, amit 1311-ben hívott össze V. Kelemen pápa, IV. Fülöp kezdeményezésére.

## Háttér
A templomos lovagrend az első keresztes hadjárat után alakult, főleg a Jeruzsálembe vezető zarándokutak védelmére. A következő évszázadok során a templomosok gazdagsága nőtt. A XIV. században IV. Fülöp francia királynak sürgősen kellett pénz, hogy folytatni tudja a háborút Angliával. Ezért korrupcióval és eretnekséggel vádolta a templomosok nagy mesterét Jacques de Molayt. 1307-ben sok templomost letartoztattak és megkínoztak, hogy ismerjék be az ellenük felhozott vádpontokat.

## A zsinat
IV. Fülöp kezdeményezésére V. Kelemen pápa hívta össze a zsinatot a dél-franciaországi Vienne városba. 1311. október 16-án gyűlt össze a zsinat, aminek fő témája a templomos lovagrend volt és annak birtokai. IV. Fülöp erőszakoskodására 1312. március 12-én egy pápai konzisztóriumon a zsinat tagjainak szavazatai nélkül kimondták a lovagrend feloszlatását.